# Pon de Replay
Pon de Replay ist die Debütsingle der barbadischen R&B-Sängerin Rihanna, aus ihrem Debütalbum Music of the Sun aus dem Jahr 2005.

## Hintergrund
Von einer ihrer Freundinnen wurde Rihanna im Alter von 15 Jahren dem Produzenten Evan Rogers während seines Urlaubs in Barbados vorgestellt. Rogers und sein Partner Carl Sturken gaben Rihanna daraufhin die Möglichkeit zu Demoaufnahmen in den Vereinigten Staaten.  Diese wurden an verschiedene Plattenlabel geschickt, unter anderem auch an Jay-Z, den damaligen CEO von Def Jam Recordings, der Rihanna anschließend unter Vertrag nahm und mit ihr Pon de Replay produzierte.

## Inhalt
Pon de Replay ist ein Reggae-Dance-Pop Lied. Es wurde in f-Moll komponiert und enthält Einflüsse von R&B-Beats. Pon de Replay handelt von einem Diskobesuch und vom Tanzen. Der DJ wird direkt angesprochen (Hey Mr. DJ), er soll ein Lied immer wieder wiederholen. Rihanna sagte über den Refrain des Liedes: „Es ist einfach die Sprache, die wir in Barbados sprechen.“

## Musikvideo
Die Regie zum Musikvideo von Pon de Replay führte Little X. Das Video spielt in einer Disko. Man sieht Rihanna und ihre Freunde beim gemeinsamen Diskobesuch – allerdings tanzt aufgrund der langweiligen Musik niemand. Daraufhin geht Rihanna auf eine Bühne, sie trägt ein T-Shirt und eine breite Hip Hop-Jeans und beginnt zu singen und zu tanzen. Der DJ mixt das Lied und auch die anderen Nachtklubbesucher beginnen zu tanzen. In einigen Szenen räkelt sich Rihanna in einem blauen Kleid an einer Wand. Später tanzt Rihanna mit Kardinal Offishall und zeigt einen Bauchtanz.

## Kommerzieller Erfolg

### Chartplatzierungen
In den Vereinigten Staaten debütierte Pon de Replay in den Billboard Hot 100 auf Platz 79. Das Lied erreichte die Top 10 am 16. Juli 2005. Es erreichte am 30. Juli 2005 mit Platz 2 seine Höchstplatzierung. Das Lied verbrachte 3 Wochen auf Platz 2 und 12 Wochen in den Top 10. Mariah Careys We Belong Together hielt mit insgesamt 14 Wochen an der Spitze Rihannas Pon de Replay von Platz 1 fern. International war das Lied auch erfolgreich und erreichte Platz 1 in Neuseeland, Platz 2 im Vereinigten Königreich und Platz 6 in Australien, Kanada und Deutschland.
| ChartsChartplatzierungen       | Höchstplatzierung | Wochen |
| ------------------------------ | ----------------- | ------ |
| Deutschland (GfK)              | 6 (18 Wo.)        | 18     |
| Österreich (Ö3)                | 5 (22 Wo.)        | 22     |
| Schweiz (IFPI)                 | 3 (41 Wo.)        | 41     |
| Vereinigte Staaten (Billboard) | 2 (27 Wo.)        | 27     |
| Vereinigtes Königreich (OCC)   | 2 (26 Wo.)        | 26     |

| ChartsJahrescharts (2005)      | Platzierung |
| ------------------------------ | ----------- |
| Deutschland (GfK)              | 39          |
| Österreich (Ö3)                | 32          |
| Schweiz (IFPI)                 | 19          |
| Vereinigte Staaten (Billboard) | 18          |
| Vereinigtes Königreich (OCC)   | 33          |

### Auszeichnungen für Musikverkäufe
| Land/Region                  | Auszeichnungen für Musikverkäufe (Land/Region, Auszeichnung, Verkäufe) | Verkäufe  |
| ---------------------------- | ---------------------------------------------------------------------- | --------- |
| Australien (ARIA)            | Platin                                                                 | 70.000    |
| Dänemark (IFPI)              | Platin                                                                 | 90.000    |
| Deutschland (BVMI)           | 3× Gold                                                                | 450.000   |
| Italien (FIMI)               | Gold                                                                   | 35.000    |
| Neuseeland (RMNZ)            | 3× Platin                                                              | 90.000    |
| Schweden (IFPI)              | Gold                                                                   | 10.000    |
| Spanien (Promusicae)         | Gold                                                                   | 30.000    |
| Vereinigte Staaten (RIAA)    | 5× Platin                                                              | 5.000.000 |
| Vereinigtes Königreich (BPI) | 2× Platin                                                              | 1.200.000 |
| Insgesamt                    | 4× Gold · 13× Platin ·                                                 | 6.975.000 |

Hauptartikel: Rihanna/Auszeichnungen für Musikverkäufe

## Coverversionen
Die Girlgroup Girl Authority coverten das Lied 2006 für ihr gleichnamiges Debütalbum. Weird Al Yankovic coverte das Lied für sein Album Straight Outta Lynwood.